# 溝端淳平
溝端淳平（日语：／ Mizobata Junpei，1989年6月14日—），日本男演員，出生於和歌山縣橋本市。身高177公分。和歌山縣立笠田高等學校畢業，Ever Green Entertainment事務所所屬藝人，原JB5成員之一。

## 經歷
2006年，參加第19屆「JUNON SUPER BOY」比賽，以和太鼓、唱歌甚具特色，從4000名參賽者中脫穎而出獲得冠軍，並創下同時有40多家經紀公司搶著簽約的紀錄。
2007年，擔當節目「世界各地滯在記-文藝復興版」的主持人，並於同年放送的電視劇「生徒諸君!教師編」首次演出亮相；在「花樣少年少女」中，飾演的嵯峨和真也引人注目。
2008年，在電視劇「81DIVER」完成了首次主演，在「DIVE!!跳水男孩」完成了首次電影演出。
2025年1月1日，宣布與圈外女性結婚。

## 出演

### 電視劇
- 生徒諸君（2007年4月－6月、朝日電視台） - 飾 日下部和真
- 花樣少年少女（2007年7月－9月、富士電視台）- 飾 嵯峨和真
  - 花樣少年少女 特別篇（卒業式&7と1/2）（2008年10月12日）
- 夢路 第39回（2008年2月10日、TBS）
- 花臉男與妹妹（フキデモノと妹）（2008年3月1日、朝日電視台） - 飾 橋口智也。
- 81DIVER（2008年5月－7月、富士電視台）飾 菅田健太郎
- 紅綫（2008年12月－2009年3月、富士電視台） - 飾 西野敦史
- BOSS女王（2009年4月－6月、富士電視台） - 飾 花形一平
  - BOSS女王2（2011年4月－6月）
- 零秒出手（2009年7月－9月、富士電視台） - 飾 秦野秀治。
- しぇいけんBABY! -Shakespeare Syndrome-（2010年1月3日、富士電視台）  - 飾  山岡リュータ
- 夢の見つけ方教えたる 第2弾（2010年3月13日、富士電視台） - 飾  御茶ノ水はじめ
- 新參者（2010年4月－6月、TBS） - 飾 松宮修平
- 少年刑警 SP2（2010年5月22日、富士電視台） - 飾 五十嵐幻人
- 毛骨悚然撞鬼經驗2010夏之特別篇 嘶吼的廢棄醫院（2010年8月24日、富士電視台） - 飾 慎太郎
- 新參者SP（紅色手指～『新參者』加賀恭一郎再次登場）（2011年1月3日、TBS） - 飾 松宮修平
- 名偵探柯南 致工藤新一的挑戰書（2011年、讀賣電視台）- 飾 工藤新一
  - 致工藤新一的挑戰書 怪鳥傳説之謎 SP（2011年4月15日）
  - 致工藤新一的挑戰書 連續劇版（2011年7月－9月）
  - 工藤新一 京都新撰組殺人事件 SP（2012年4月12日）
- 蜜之味～A Taste Of Honey～（2011年10月－12月、富士電視台） - 飾 則杉康志
- 都市傳說之女（2012年4月－6月、朝日電視台） - 飾 勝浦洋人
  - 都市傳說之女2（2013年10月－11月）
- 35歲的高中生（2013年4月－6月、日本電視台） - 飾 小泉純一
- 平安夜之戀（恋するイヴ）（2013年12月24日、日本電視台） - 飾 ガックン
- 失戀巧克力職人（2014年1月－4月、富士電視台） - 飾 Olivier Toreruie
- （2014年3月22日、TBS） - 飾 愛知洋一郎
- 父親的背（おやじの背中） 第五話（2014年8月10日、TBS） - 飾 佐佐木勝
- 不容許犧牲，盡全力戰鬥（命ある限り戦え、そして生き抜くんだ）（2014年8月15日、富士電視台） - 飾 伊藤正人
- 昨夜的咖哩 明日的麵包（2014年10月－11月、NHK BS Premium） - 飾 岩井正春
- 妻子的新幹線（妻たちの新幹線）（2014年10月25日、NHK名古屋放送局） - 飾 島隆
- 女性不容許（女はそれを許さない）（2014年10月－12月、TBS） - 飾 滝口泰輔
- 時代劇法庭Special～被告人是坂本龍馬（2015年3月、時代劇專門Channel） - 飾 坂本龍馬
- 三條街道的故事（3つの街の物語）第三回（2015年6月7日、TBS） - 飾 犬伏一真
- 請找到我（わたしをみつけて）（2015年11月－12月、NHK） - 飾 後藤雅之
- 初戀藝人（初恋芸人）（2016年3月－4月、NHK BS Premium） - 飾 橋本晃
- 立花登青春備忘錄（立花登青春手控え）（2016年5月－7月、NHK BS Premium） - 飾 立花登
  - 立花登青春備忘錄2（2017年4月－5月）
  - 立花登青春備忘錄3（2018年11月－12月）
- 歷史秘話（2016年9月16日、NHK）- 飾 石川啄木
- 假面同窗會（仮面同窓会）（2019年6月－7月、東海電視台） - 飾 新谷洋輔
- Operation Z～日本毀滅，無需等待～（オペレーションZ〜日本破滅、待ったなし〜）（2020年3月－4月、WOWOW）- 飾 周防篤志
- 柳生家族的陰謀（柳生一族の陰謀）（2020年4月11日、NHK BS Premium）- 飾 柳生十兵衛
- 反正都快死了（すぐ死ぬんだから）（2020年8月－9月、NHK BS Premium）- 飾 森岩太郎
- 天國與地獄～瘋狂的2人～（2021年1月－3月、TBS）- 飾 八卷英雄
- 古見同學有交流障礙症（2021年9月－11月、NHK綜合）- 飾 片居誠
- 小道消息 ＃她想知道真正的○○（2022年1月6日－3月17日、富士電視台）- 飾 根津道春
- 心愛的謊言 溫柔的黑暗（2022年1月－3月、朝日電視台）- 飾 深澤稜
- 善人長屋（2022年7月－8月、NHK BS4K） - 飾 加助
- Sister（2022年10月20日－12月22日、讀賣電視台） - 飾 麻倉陽佑
- 大河劇 怎麼辦家康（2023年、NHK） - 飾 今川氏真
- 與你在世界終結之日Season4（2023年3月19日、Hulu）- 飾 加州宗一
- 你是星期幾出生的（2023年8月6日－10月8日、ABC電視台・朝日電視台）- 飾 公文龍炎[2]
- 世界奇妙物語 秋之特別篇2023「電晶體技術的壓縮」（2023年11月11日、富士電視台）- 飾 梶原倫夫
- 正直不動產 特別篇（2024年1月3日、NHK）- 飾 希志智則
- 愛心守護24小時（2024年1月13日－3月9日、朝日電視台）- 飾 漆原透吾
- 民王R（2024年10月22日－12月10日、朝日電視台） - 飾 白鳥翼
- 全領域異常解決室（2024年12月18日、富士電視台）- 飾 日野克己
- 小圓今年26歲，是一名實習醫生！（2025年1月14日－3月18日、TBS）- 飾 本鄉新
- 我和你在一起的理由: 三對男女在關島的一週（2025年7月2日－、東京電視系）- 飾 泉陽介

### 手機電視劇
- ひだまりの場所～ 初恋 ～（2010年1月－4月、BeeTV（日本企業））- 飾 山崎英志

### 電影
- DIVE!!跳水男孩（日本2008年6月14日上映、台灣2008年8月22日上映）飾 沖津 飛沫
- 紅綫（赤い糸）（2008年12月20日上映）飾 西野 敦史
- 在愛之中（ハルフウェイ）（2009年2月21日上映）飾 田代 祐
- （NECK）（2010年上映） 飾 首藤 友和
- 那年夏天與你共舞（君が踊る、夏）（2010年上映）飾 寺本 新平
- 俏妞出招（高校デビュー）（2011年4月上映） 飾 小宮山ヨウ
- 麒麟之翼（2012年1月28日上映） - 飾 松宮 修平
- （黄金を抱いて翔べ）（2012年11月3日上映） - 飾 北川春樹
- 當祈禱落幕時 （祈りの幕が下りる時）（2018年1月27日上映） - 飾 松宮脩平
- 輪違屋糸里（2018年12月15日上映） - 飾 土方歳三
- 七場會議（七つの会議）（日本2019年2月1日上映、台灣2019年10月18日上映） - 飾 星野

### 綜藝節目
- 世界各地滯在記"文藝復興版" （世界ウルルン滞在記"ルネサンス"）（毎日放送・TBS、2007年4月15日 - 2008年3月30日）※主持人。
- 誰都會大暴笑的（誰だって波瀾爆笑）（日本電視台、2008年10月5日）※主持人。

### 舞台劇
- 闇之門（2007年10月18日 - 10月22日）
- 「DARKNESS GATE」（2008年10月9日 - 10月13日）

### 固定出演雜誌
- JUNON
- Seventeen
- ZIPPER
- SOUP

### 寫真集
- 『熱風少年』 （2009年3月19日發行、主婦と生活社）ISBN  978-4391137156

## 外部連結
- 溝端淳平官方網站 （页面存档备份，存于）
- 溝端淳平官方部落格 （页面存档备份，存于）